# Raymond Berengarius I van Barcelona

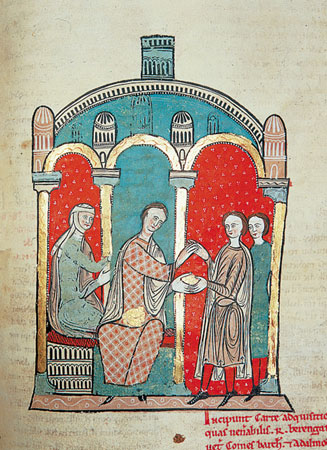
Raymond Berengarius en zijn vrouw betalen 2000 goudstukken voor de overdracht van rechten in Carcassonne.

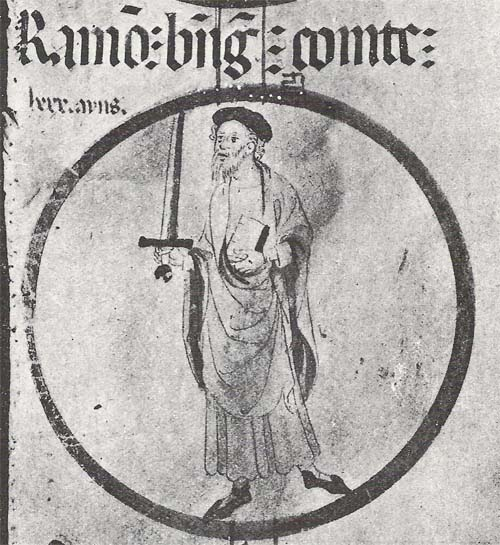
Raymond Berengarius I (Rotlle genealògic del Monestir de Poblet, 1400).

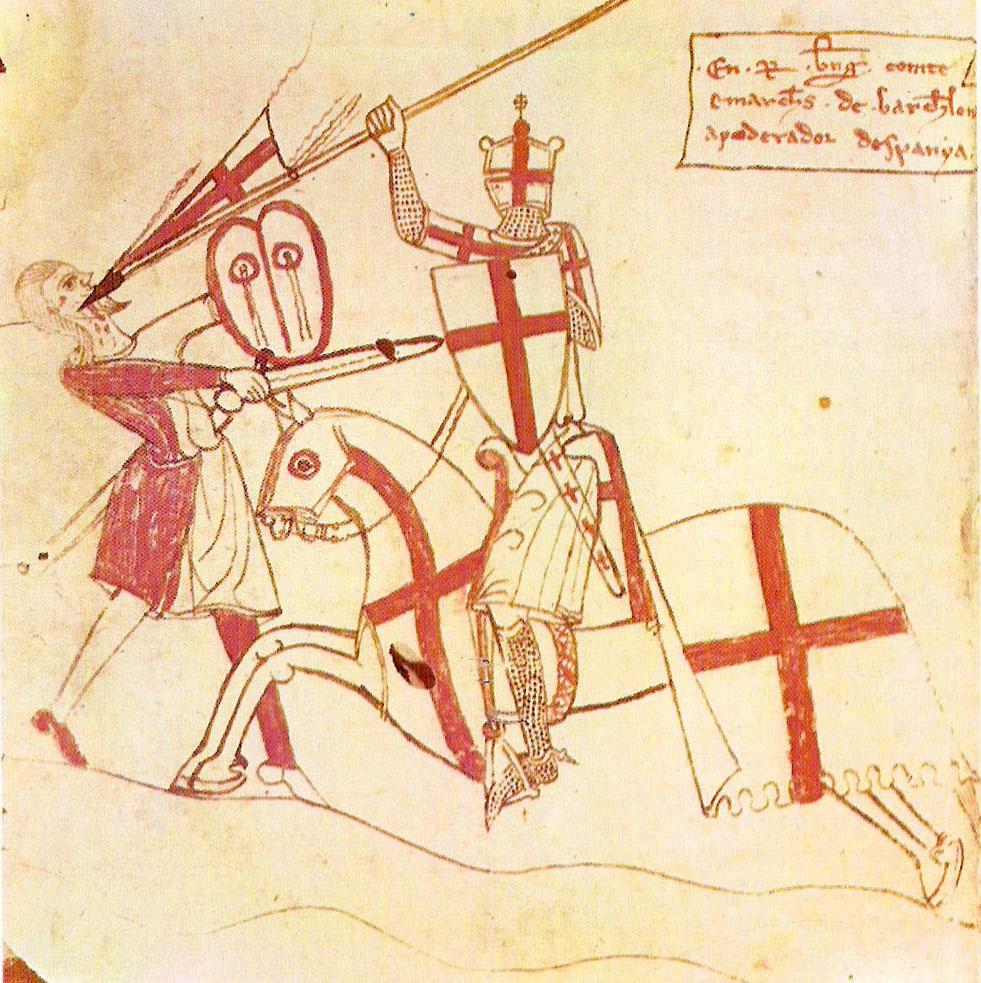
Raymond Berengarius in gevecht met Moren (exemplaar van de "Usatges de Barcelona", begin 14e eeuw).

Raymond Berengarius I, bijgenaamd el Vell (de Oude) (circa 1023-1076) was vanaf 1035 graaf van Barcelona en Girona, en vanaf 1054 graaf van Osona en vanaf 1067 graaf van Carcassonne en Rasès.

## Leven

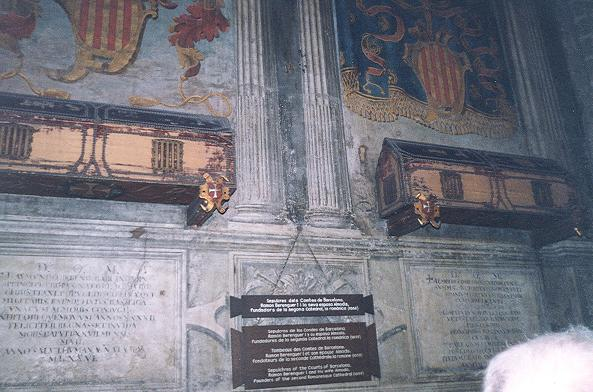
Sarcofaag van Raymond Berengar en Almodis van La Marche in de kathedraal van Barcelona.

### Herkomst
Raymond Berengarius I was de zoon van Berengarius Raymond I van Barcelona en Sancha Sánchez van Castilië. Hij was een kleinzoon van Ermessenda van Carcassonne.
Na de dood van zijn vader op 26 mei 1035 werd diens graafschap onder zijn drie zonen verdeeld: Willem werd graaf van Osona, Raymond Berengarius graaf van Girona en Barcelona, terwijl Sancho het gebied in het zuiden, tussen Llobregat en het Moorse grondgebied, de Penedès, werd toevertrouwd. Daar alle drie de zonen bij de dood van hun vader noch minderjarig waren, nam hun grootmoeder, Ermessenda van Carcassonne, zoals ze dat ook reeds voor haar zoon had gedaan, het regentschap waar.
De adel van het land gebruikte deze situatie ter versterking van hun eigen positie en ter verzwakking van het grafelijke gezag. Daarbij traden in het bijzonder naar voren: in de Penedès Mir Geribert, in Barcelona burggraaf Udalard II en bisschop Guislabert, die tezamen twee van de vier torens van de stadsmuren van Barcelona alsook de havenvesting Montjuïc controleerden. Intussen slaagde Mir Geribert erin de strategisch belangrijke burchten van Subirats en La Vit te verwerven en wist hij zich van de trouw van talrijke baronnen te verzekeren, die het niet met de grafelijke politiek eens waren. De regentes Ermessenda sloot daarop een alliantie met de bisschop van Gerona, abt Oliba de Besalú, alsook met enkele trouw gebleven edelen als Amat Elderich van Orís en Gombau van Besora.

### Meerderjarigheid
Toen hij in 1041 meerderjarig werd, nam Raymond Berengarius I zelf de regering op zich en moest nu met de aanspraken van de adel zien af te rekenen.
Ondertussen verslechterde de verhouding tussen Raymond Berangarius I en zijn grootmoeder.

### Huwelijk
Raymond Berengarius trouwde vervolgens met Isabella van Narbonne, met wie hij drie kinderen kreeg: Berengarius, Arnau en Pere Ramon, waarbij slechts de laatste van deze de volwassen leeftijd zou bereiken. Er volgde een tweede huwelijk met Blanche van Narbonne, van wie hij zich echter in 1052 scheidde, om met Almodis van La Marche te trouwen, die voordien de echtgenote van Pons van Toulouse was geweest. Ermessenda keurde dit huwelijk af en wist door haar contacten in de kerk te bekomen dat paus Victor II het paar in 1056 excommuniceerde.

### Politieke successen
Intussen was Raymond Berengarius I in 1049 in het bezit van de Penedès gekomen en liet zich hier tegen Mir Geribert gelden, doch tastte zijn excommunicatie dan zijn grafelijke autoriteit aan. Het tij keerde echter, nadat de belangrijkste bondgenoten van zijn grootmoeder, de abt Oliba en de bisschop van Gerona, kort opeen stierven en ook Ermessenda zich ten slotte uit de politiek terugtrok en in 1058 stierf.
In datzelfde jaar behaalde hij ook de beslissende overwinning op Mir Geribert, die in ballingschap naar Tortosa moest vluchten.
Daarenboven werd Raymond Berengarius I in 1054 opvolger van Willem als graaf van Osona, zodat nu het hele graafschap, zoals in de tijd van Berengarius Raymond I, weer in één hand was verenigd.

### Reconquista
Nu was Raymond Berengarius ook machtig genoeg, om aan de wederopname van de Reconquista tegen de Moren in het zuiden te denken. Reeds in 1046 kon hij de betaling van tributen (zogenaamde paries) door de stad Lleida afdwingen, en in 1052 ook door de stad Tortosa. In 1058 volgde dan een eerste aanval tegen de moslimkoning Muqtadir van Zaragossa, een rivaal van de emir van Lleida, die de graven van Barcelona ter hulp had geroepen. De veldtochten van Raymond Berengarius I reikten in het westen tot aan Barbastro. Niet alleen slaagden daarop de Catalanen in de herovering van Baixa Ribagorça, Pilçà, Puig-roig, Estopinyà en Canyelles, bovendien werd in 1062 nu ook Muqtadir tot betaling van tributen gedwongen, wat tot een duidelijke heropleving van de economie in het graafschap leidde. De grenzen van het graafschap werden daarbij tot voor de torens van de stad Tarragona vooruitgeschoven.
In zijn binnenlandse machtsstrijd met de adel kwam de graaf de baronnen met een bemiddelende houding tegemoet. In de jaren 1060 sloot hij overeenkomsten met de belangrijkste families, waarin hij hun rechten bevestigden en zij in ruil daarvoor hem van hun trouw verzekerden.

### Codificatie
Raymond Berengarius zorgde door de codificatie van het Catalaans recht in de Usatges de la Cort de Barcelona (Geplogenheden van het Hof van Barcelona) voor een van de eerste schriftelijke beknopte overzichten van feodaal recht in Europa.
Ook bevorderlijk voor de expansie van het land was het uitroepen van de Godsvrede in 1027, waarmee adellijke vetes werden ingedamd en dewelke een voorbeeld voor gelijkaardige landvrederegelingen in gans Europa werd.
De uitoefening en het afdwingen van het grafelijk gezag gebeurde vanuit het hof (curia) in Barcelona, waar de hofmaarschalk (die de troepen van het graafschap onder zijn bevel had), de hofmeier (jutge de palau) en de vicaris van Barcelona de belangrijkste posities innamen. Als hofmaarschalk diende aanvankelijk Amat Elderich van Orís, een vertrouweling van Ermessenda, die dan in 1068 door Willem Ramon van Montcada werd opgevolgd. Hofmeier was Willem March, die zich voor de schriftelijke vastlegging van het Catalaanse recht inzette. De vicaris van Barcelona stond dan weer in voor het afdwingen van de grafelijke autoriteit op het lokale vlak, in het bijzonder door het bestuur van de landsheerlijke burchten.

### Financiële toestand
De financiële situatie van het graafschap werd door de inkomsten als gevolg van de overwinningen op de Moren duidelijk verbeterd. Raymond Berengarius I kon met de opbrengsten niet enkel zijn grafelijke domeinen vergroten, maar deze ook aanwenden om de baronnen voor zich te winnen en de uitbouw van de infrastructuur in het graafschap te bevorderen.

### Zuid-Frankrijk
Van bijzonder belang waren de betrekkingen met Zuid-Frankrijk, die door zijn huwelijken sterk werden bevorderd. Bovendien slaagde Berengarius Raymond er in 1067 het graafschap Carcassonne en Rasès te verwerven, die hij aan zijn zoon Raymond Berengarius II overdroeg.
Zijn vrouw Almodis baarde hem daarenboven noch een tweede zoon, Berengarius Raymond II, doch werd ze zelf in 1071 door Pere Raymond, een zoon uit Raymond Berengarius' eerste huwelijk, vermoord. Deze werd daarop onterfd en verbannen.

### Opvolging
Na zijn dood werd hij als graaf van opgevolgd door zijn zonen, de tweelingbroers Raymond Berengarius II en Berengarius Raymond II, die gezamenlijk heersten.

## Nakomelingen
met Isabella van Narbonne:
- Berengarius (als kind gestorven)
- Arnau (als kind gestorven)
- Peter Raymond, in 1071 na de moord op zijn stiefmoeder Almodis van La Marche onterfd en verbannen

met Blanche van Narbonne (scheiding in 1053):
met Almodis van la Marche:
- Raymond Berengarius II, graaf van Barcelona 1076–1082 (tweeling)
- Berengarius Raymond II, graaf van Barcelona 1076–1096 (tweeling)
- Inés, de latere echtgenote van Guigues III, eerste graaf van Viennois (Huis Albon)
- Sancha, de latere echtgenote van Willem Raymond, graaf van Cerdanya